# Contenedor

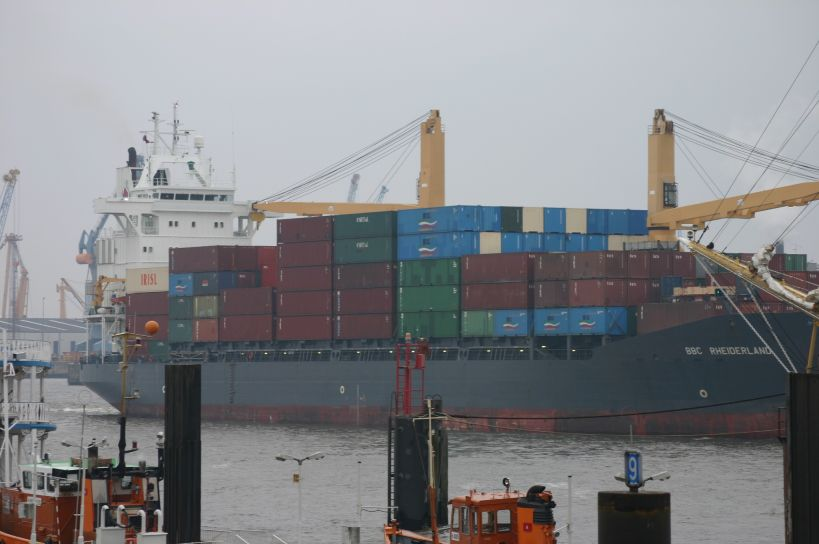
Contenedores de 40 pies en un buque portacontenedores.

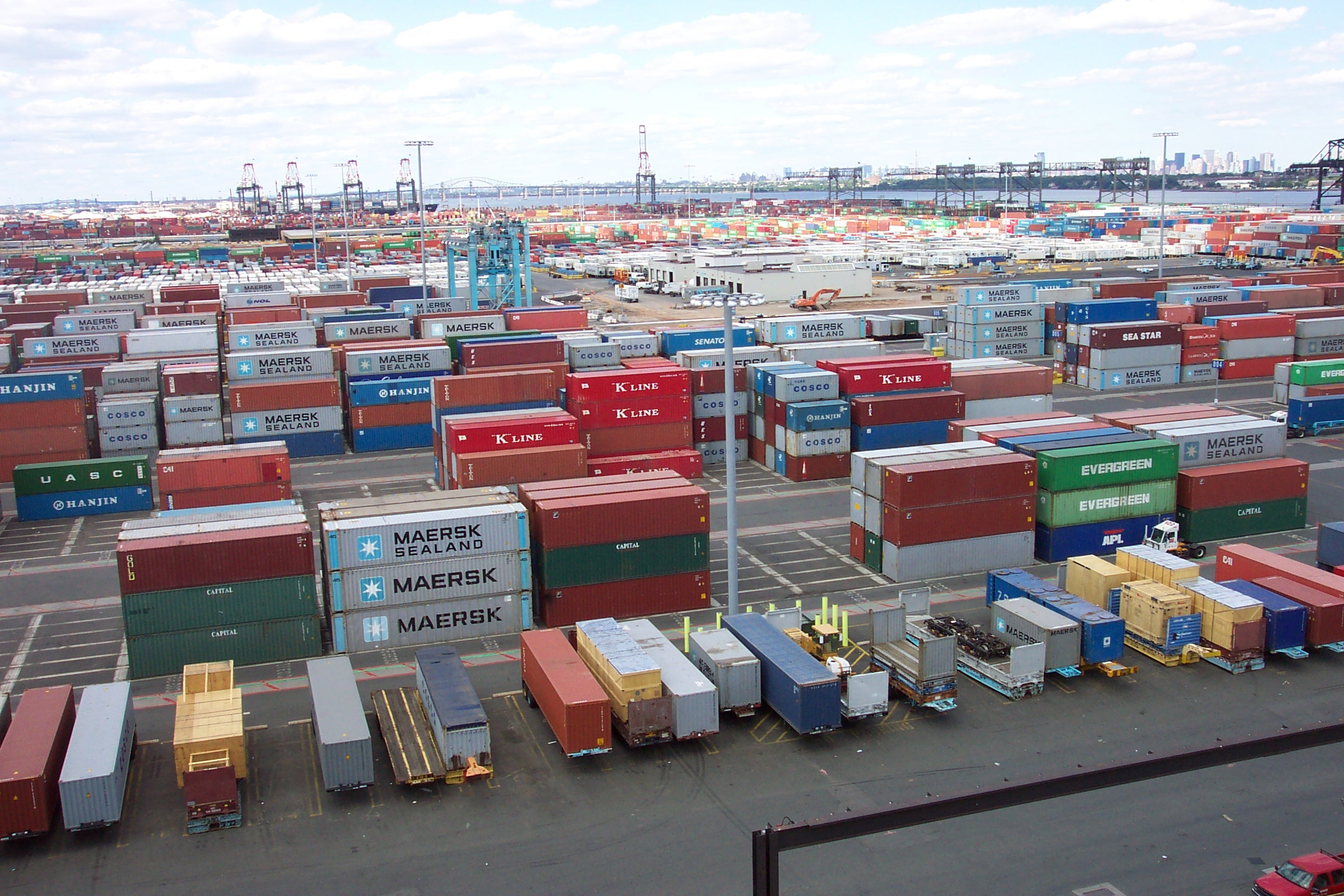
Terminal de carga de contenedores en Nueva Jersey (Estados Unidos).

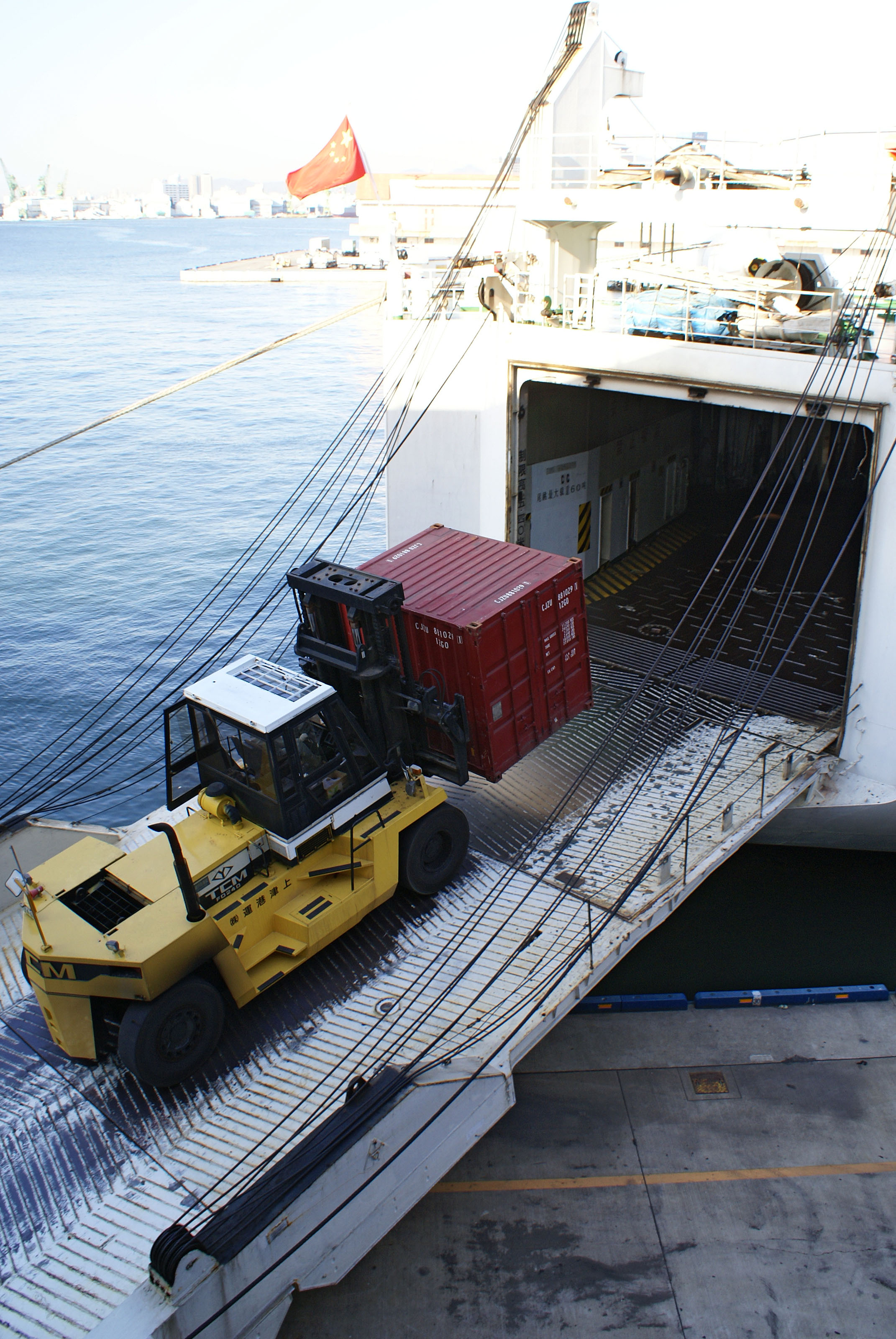
Contenedor de 10 pies.

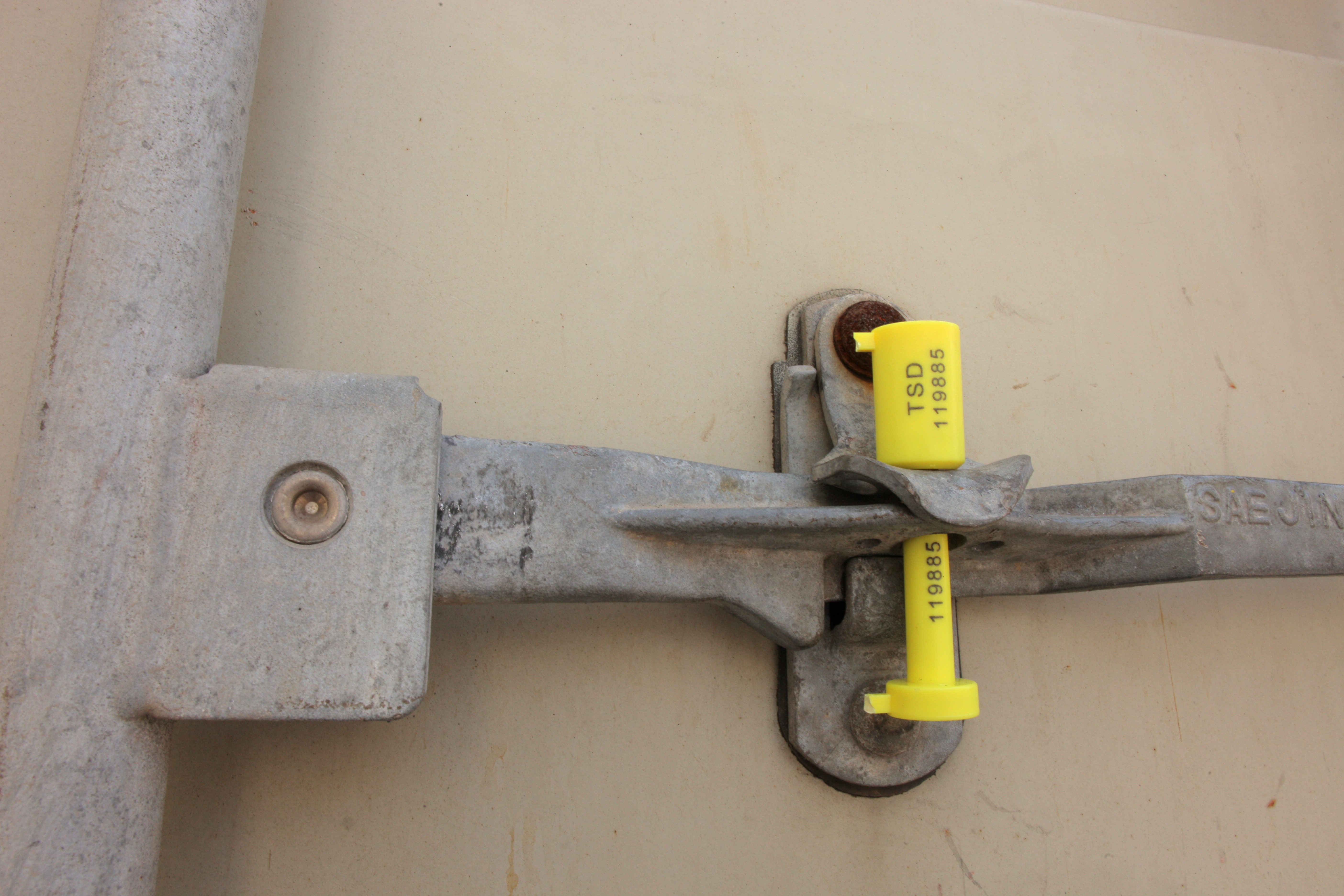
Precinto de un contenedor.

Un contenedor es un recipiente de carga para el transporte marítimo o fluvial, transporte terrestre y transporte multimodal. Se trata de unidades estancas que protegen las mercancías de la climatología y que están fabricadas de acuerdo con la normativa ISO (International Organization for Standardization), en concreto, ISO-668; por ese motivo, también se conocen con el nombre de contenedores ISO.
Los contenedores pueden utilizarse para transportar objetos voluminosos o pesados: motores, maquinaria, pequeños vehículos, etc., o mercancía paletizada. Menos frecuentes son los que transportan carga a granel. Las dimensiones del contenedor se encuentran normalizadas para facilitar su manipulación; es frecuente 6 metros de largo (20 pies).
Los contenedores son fabricados principalmente de acero corten, pero también los hay de aluminio y algunos otros de madera contrachapada reforzados con fibra de vidrio. En la mayor parte de los casos, el suelo es de madera, aunque ya hay algunos de bambú. Interiormente llevan un recubrimiento especial anti-humedad, para evitar las humedades durante el viaje. Otra característica definitoria de los contenedores es la presencia, en cada una de sus esquinas, de alojamientos para los twistlocks, que les permiten ser enganchados por grúas especiales, así como su trincaje tanto en buques como en camiones. Además, los contenedores se precintan durante los trayectos.
El primer transporte de mercancías con contenedores fue el 26 de abril de 1956. Corrió a cargo de Malcom McLean que hizo el trayecto desde Nueva York a Houston.

## Tipos de contenedores marítimos
Existen diferentes tipos de contenedores:
- Dry Van: Son los contenedores estándar. Cerrados herméticamente y sin refrigeración o ventilación.

- Metálicos: Como los estándar, pero sin cerrar herméticamente y sin refrigeración. Empleados comúnmente para el transporte de residuos y basuras por carretera.

- High Cube (HC): Contenedores estándar mayoritariamente de 40 pies de largo; su característica principal es su sobrealtura (9.6 pies).

- Reefer: Contenedores refrigerados, ya sea de 40 o 20 pies de largo, pero que cuentan con un sistema de conservación de frío o calor y termostato. Deben ir conectados en el buque y en la terminal, incluso en el camión si fuese posible o en un generador externo, funcionan con corriente trifásica. Algunas de las marcas que se dedican a fabricarlos: Carrier, Mitsubishi, Thermo King, Daikin, Starcool. Dentro de los contenedores refrigerados, destacar los utilizados para el transporte de atún ultracongelado, los cuales, gracias a su doble maquinaria trabajan a -60C. Son los llamados Superfreezer o Ultrareefer.

- Open Top: de las mismas medidas que los anteriores, pero abiertos por la parte de arriba. Puede sobresalir la mercancía pero, en ese caso, se pagan suplementos en función de cuánta carga haya dejado de cargarse por este exceso.

- Flat Rack: carecen también de paredes laterales e incluso, según casos, de paredes delanteras y posteriores. Se emplean para cargas atípicas y pagan suplementos de la misma manera que los open top.

- Open Side: su principal característica es que es abierto en uno de sus lados, sus medidas son de 20 o 40 pies de largo. Se utiliza para cargas de mayores dimensiones en longitud que no se pueden cargar por la puerta del contenedor.

- Tank o Contenedor cisterna: para transportes de líquidos a granel. Se trata de una cisterna contenida dentro de una serie de vigas de acero que delimitan un paralelepípedo cuyas dimensiones son equivalentes a las de un dry van. De esta forma, la cisterna disfruta de las ventajas inherentes a un contenedor: pueden apilarse y viajar en cualquiera de los medios de transporte típicos de transporte intermodal. Algunas fotos de este artículo muestran contenedores cisterna.

- Flexi-Tank: para transportes de líquidos a granel. Suponen una alternativa al contenedor cisterna. Un flexi-tank consiste en un contenedor estándar (dry van), normalmente de 20 pies de largo, en cuyo interior se fija un depósito flexible de polietileno de un solo uso denominado flexibag.
- Shipping container office: Un container office o shipping container office es una estructura modular fabricada a partir de contenedores marítimos reutilizados o nuevos, diseñada para funcionar como un espacio de trabajo. Este tipo de oficina forma parte de la arquitectura de contenedores (container architecture o cargotecture), un enfoque constructivo que aprovecha la resistencia, movilidad y estandarización de los contenedores para crear edificaciones funcionales y sostenibles. Los container offices son utilizados en entornos industriales, obras en construcción, oficinas temporales, coworkings y negocios móviles, ofreciendo una solución eficiente y rápida de implementar, con la posibilidad de ser transportados y reubicados según las necesidades del usuario. Popularizado en el mundo anglosajón se ha expandido al resto del mundo como concepto y proliferan muchos sitios web informativos[4] y de comercialización dedicado a este nuevo uso.

Se está estudiando el establecimiento de una serie de nuevas medidas como el eurocontenedor, adecuado para los palés europeos, o europalets (palés con 80 cm de ancho por 120 cm de largo), pero está muy lejos de ser un estándar, dado que los buques portacontenedores están preparados para los contenedores mencionados anteriormente.

## Dimensiones del contenedor

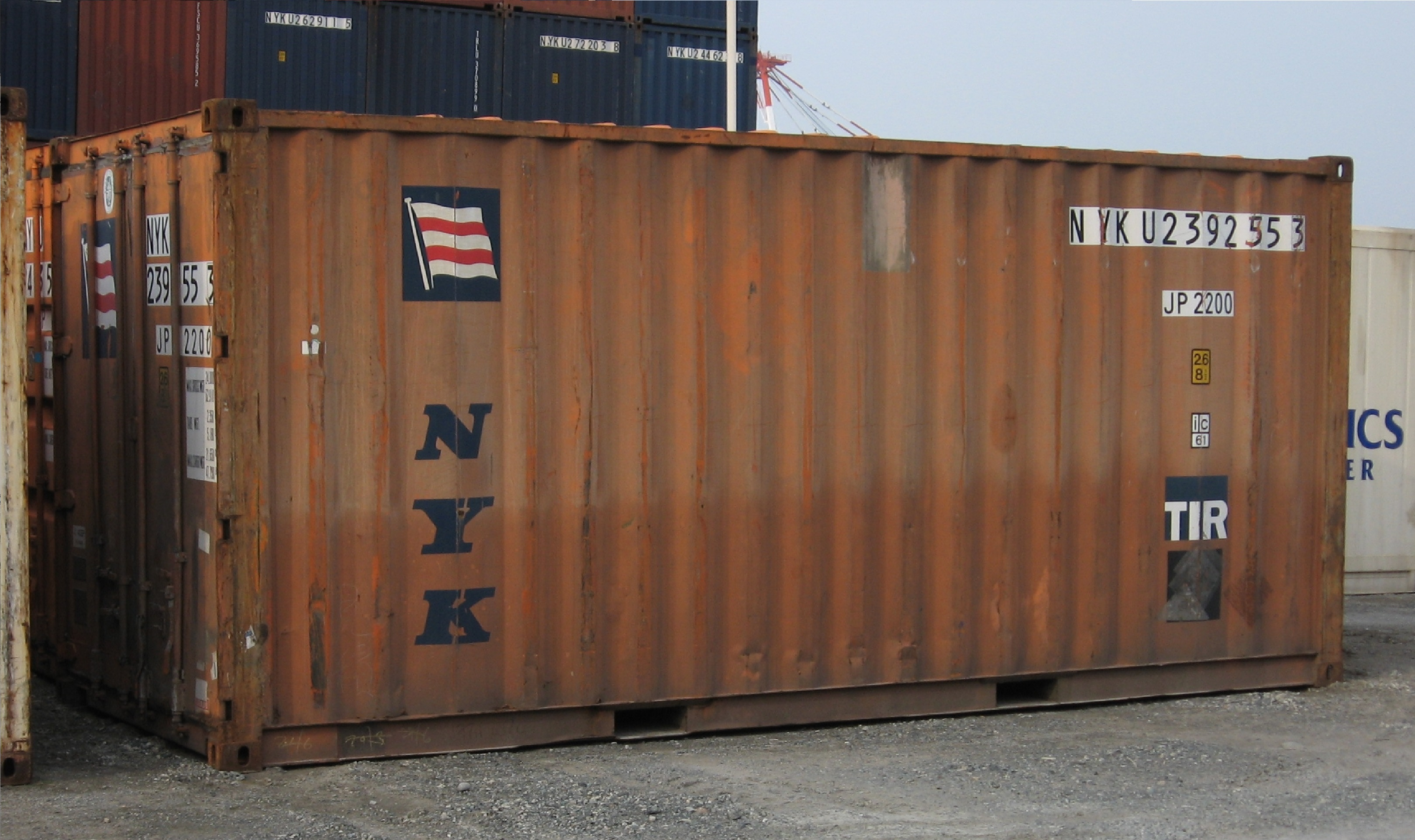
Contenedor marítimo de 20 pies

Existen diferentes medidas para contenedores variando en largo y alto:
- El ancho se fija en 8 pies (2,44 m)
- El alto varía entre 8,49 pies (2,59 m) y 9,45 pies (2,89 m).
- El largo varía entre 8 pies (2,44 m), 10 pies (3,05 m), 20 pies (6,10 m), 40 pies (12,19 m), 45 pies (13,72 m), 48 pies (14,63 m) y 53 pies (16,15 m).

Los más utilizados a nivel mundial son los equipos de 20 y 40 pies de largo, con un volumen interno aproximado de 32,6 m³ y 66,7 m³ respectivamente. Las marcas de identificación de los contenedores están reguladas por la norma ISO 6346.
En Europa los más utilizados son los estándares de 20 y 40 pies de largo.
| Medidas (interiores) de los contenedores más utilizados tipo Dry Van | Medidas (interiores) de los contenedores más utilizados tipo Dry Van | Medidas (interiores) de los contenedores más utilizados tipo Dry Van | Medidas (interiores) de los contenedores más utilizados tipo Dry Van | Medidas (interiores) de los contenedores más utilizados tipo Dry Van |
| Concepto                                                             | 20 pies, 20´ × 8´ × 8´6"                                             | 40 pies, 40´ × 8´ × 8´6"                                             | 40 pies High Cube, 40´ × 8´ × 9´6"                                   |                                                                      |
| -------------------------------------------------------------------- | -------------------------------------------------------------------- | -------------------------------------------------------------------- | -------------------------------------------------------------------- | -------------------------------------------------------------------- |
| Tara                                                                 | 2300 kg / 5070 lb                                                    | 3750 kg / 8265 lb                                                    | 3940 kg /8685 lb                                                     |                                                                      |
| Carga máxima                                                         | 28 180 kg / 62 130 lb                                                | 28 750 kg / 63 385 lb                                                | 28 560 kg / 62 965 lb                                                |                                                                      |
| Peso bruto                                                           | 30 480 kg / 67 200 lb                                                | 32 500 kg / 71 650 lb                                                | 32 500 kg / 71 650 lb                                                |                                                                      |
| Uso más frecuente                                                    | Carga seca normal: bolsas, palés, cajas, tambores, etc.              | Carga seca normal: bolsas, palés, cajas, tambores, etc.              | Especial para cargas voluminosas: tabaco, carbón.                    |                                                                      |
| Largo                                                                | 5898 mm / 19´4"                                                      | 12 025 mm / 39´6"                                                    | 12 032 mm / 39´6"                                                    |                                                                      |
| Ancho                                                                | 2352 mm / 7´9"                                                       | 2352 mm / 7´9"                                                       | 2352 mm / 7´9"                                                       |                                                                      |
| Altura                                                               | 2393 mm / 7´10"                                                      | 2393 mm / 7´10"                                                      | 2698 mm / 8´10"                                                      |                                                                      |
| Capacidad                                                            | 33,2 m³ / 1172 ft³                                                   | 67,7 m³ / 2390 ft³                                                   | 76, m³ / 2700 ft³                                                    |                                                                      |

En cuanto al volumen de carga que puede transportar un contenedor existen las siguientes equivalencias:
| 20 pies    | 26-28 m³ |
| 40 pies    | 55-58 m³ |
| 40 pies HC | 60-68 m³ |
| 45 pies HC | 78 m³    |

## Carga máxima
La carga máxima puede variar según la naviera y el tipo de contenedor. Los contenedores más normalizados internacionalmente de 20 pies tienen un peso bruto máximo de unas 30,48 t (es decir, la carga más la tara o peso del contenedor) y los de 40 pies de unas 32,5 t.
Aunque, como muchas veces se traslada el contenedor vía terrestre desde las zonas de carga al puerto, hay que atenerse a la legislación vigente en cada país sobre pesos máximos en camiones. La tara o peso del contenedor puede variar desde 1,8 t hasta 4 t para los de 20 pies y de 3,2 t hasta 4,8 t para los de 40 pies.
Bajo norma ISO, estos pesos son estandarizados como peso Max Gross [max. carga] 32.5 t - 30.48 t - 24 t, y con una tolerancia de más de un 5 % de su Max Gross.

## Identificación
La identificación de contenedores se efectúa mediante una combinación alfanumérica de 11 dígitos.
Las primeras tres letras identifican al propietario y son asignadas a las compañías por el Bureau International des Containers et du Transport Intermodal (BIC). La cuarta letra toma los siguientes valores:
- U para identificar a los contenedores propiamente dichos.
- J para el equipo auxiliar adosable.
- Z para chasis o tráileres de transporte vial.

Luego siguen 6 dígitos numéricos y por último un dígito verificador para asegurar la correcta relación con los 10 anteriores.
Este dígito verificador es de suma importancia pues garantiza en transmisiones y en el ingreso a sistemas asistidos por ordenadores su correcta escritura. Se calcula mediante un algoritmo que se detalla a continuación. En primer lugar, las letras reciben un valor de acuerdo con la siguiente tabla:
| A  | B  | C  | D  | E  | F  | G  | H  | I  | J  | K  | L  | M  | N  | O  | P  | Q  | R  | S  | T  | U  | V  | W  | X  | Y  | Z  |
| 10 | 12 | 13 | 14 | 15 | 16 | 17 | 18 | 19 | 20 | 21 | 23 | 24 | 25 | 26 | 27 | 28 | 29 | 30 | 31 | 32 | 34 | 35 | 36 | 37 | 38 |

- Nota: el valor 11 y sus múltiplos 22 y 33 se ignoran, para los contenedores que inician con "HLCU" los valores de la tabla cambian a H=4, L=0, C=2, U=9.

Tomando como ejemplo el contenedor de la fotografía: HOYU 751013 dígito verificador 6, se efectúa la suma de cada uno de los 10 primeros dígitos multiplicados por una potencia creciente de 2.
H=18 entonces 18 × 2^0= 18×1=18
O=26 entonces 26 × 2^1= 26×2=52
Y=37 entonces 37 × 2^2= 37×4=148
U=32 entonces 32 × 2^3= 32×8=256
7=7 entonces 7 × 2^4= 7×16=112
5=5 entonces 5 × 2^5= 5×32=160
1=1 entonces 1 × 2^6= 1×64= 64
0=0 entonces 0 × 2^7= 0×128= 0
1=1 entonces 1 × 2^8= 1×256=256
3=3 entonces 3 × 2^9= 3×512=1536
La sumatoria las cifras anteriores, que es igual a 2602, se divide por 11.
{\displaystyle {\frac {2602}{11}}=236.5454}
Se ignora la parte decimal
{\displaystyle 236\,}
Se multiplica por 11
{\displaystyle 236*11=2596\,}
La diferencia entre la suma original, 2602, y este número, 2596, es el dígito verificador o dígito de control. En este caso, 6.
{\displaystyle 2602-2596=6\,}
Si el valor resultante es 10 el dígito verificador es 0.
Todos los sistemas digitales efectúan este cálculo en el momento del ingreso de un contenedor, la no validación del dígito notifica al operador que algún dato es incorrecto.

### Identificación de la compañía propietaria
| Identificación de la empresa por las tres primeras letras |
| --- |
| HDM Hyundai Merchant Marine CMA / ECM CMA CGM MSC / MED Mediterranean Shipping Company (MSC) SUD Hamburg-Süd-Amerikanische Dampf-schiffahrts Gesellshaft MOL / MOG Mitsui O.S.K. Lines MIS MISC Berhad MAE/ MSK / MRK A.P. Møller-Mærsk Group HMK Holland Maas Shipping KNL Koninklijke Nedlloyd (integrada en MAERSK) TOL Trans Ocean Lines, no es una naviera sino una compañía de arrendamiento de contenedores GST Genstar Container Corporation (General Electric) otra empresa de arrendamiento NYK Nippon Yusen Kaisha (NYK Line) CAR Caru Containers B.V. HLX Hapag-Lloyd CPS CP Ships (integrada en Hapag Lloyd) |

## Manipulación de contenedores
La revolución en el transporte que significó la aparición de los contenedores no estaría completa sin los dispositivos, grúas y vehículos específicos para su manejo. Existen grúas de diversos tipos, por lo que es difícil hacer una clasificación única, aunque la más común es la siguiente:
- Grúa pórtico (Gantry crane): Grúa que consta de un puente elevado o pórtico soportado por dos patas a modo de un arco angulado, con capacidad para desplazar los contenedores en los tres sentidos posibles (vertical, horizontal y lateralmente), maniobrando sobre raíles (Rail Gantry Crane o Trastainer) o sobre neumáticos (Rubber-Tired Gantry, RTG) en un espacio limitado.
- Grúa apiladora de alcance (Reach-stacker crane): Permiten alcanzar con contenedores estibas de uno sobre tres y formar bloques de hasta cuatro filas.
- Grúa de puerto (Quay crane o Portainer): Grúa, situada en el muelle de carga de un puerto, con la que se introducen los contenedores en un barco portacontenedores.
- Carretilla pórtico: Carretilla elevadora para la manipulación de los contenedores en las terminales portuarias.
- Sidelifter: Camión grúa con elevador lateral, utilizado para la carga y descarga de contenedores en vagones de ferrocarril.

## Reutilización de contenedores

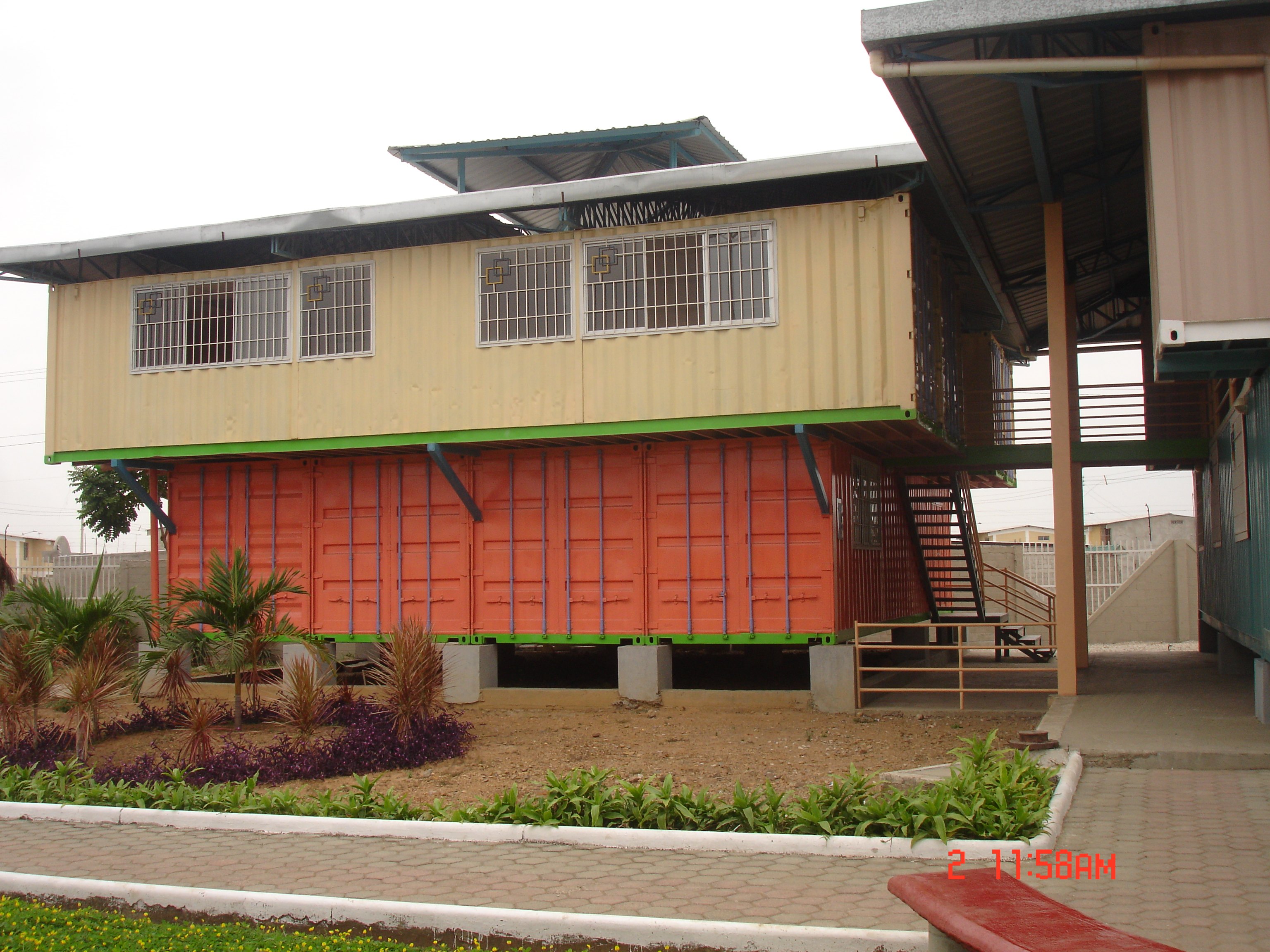
Reutilización de contenedores marítimos en un centro de capacitación.

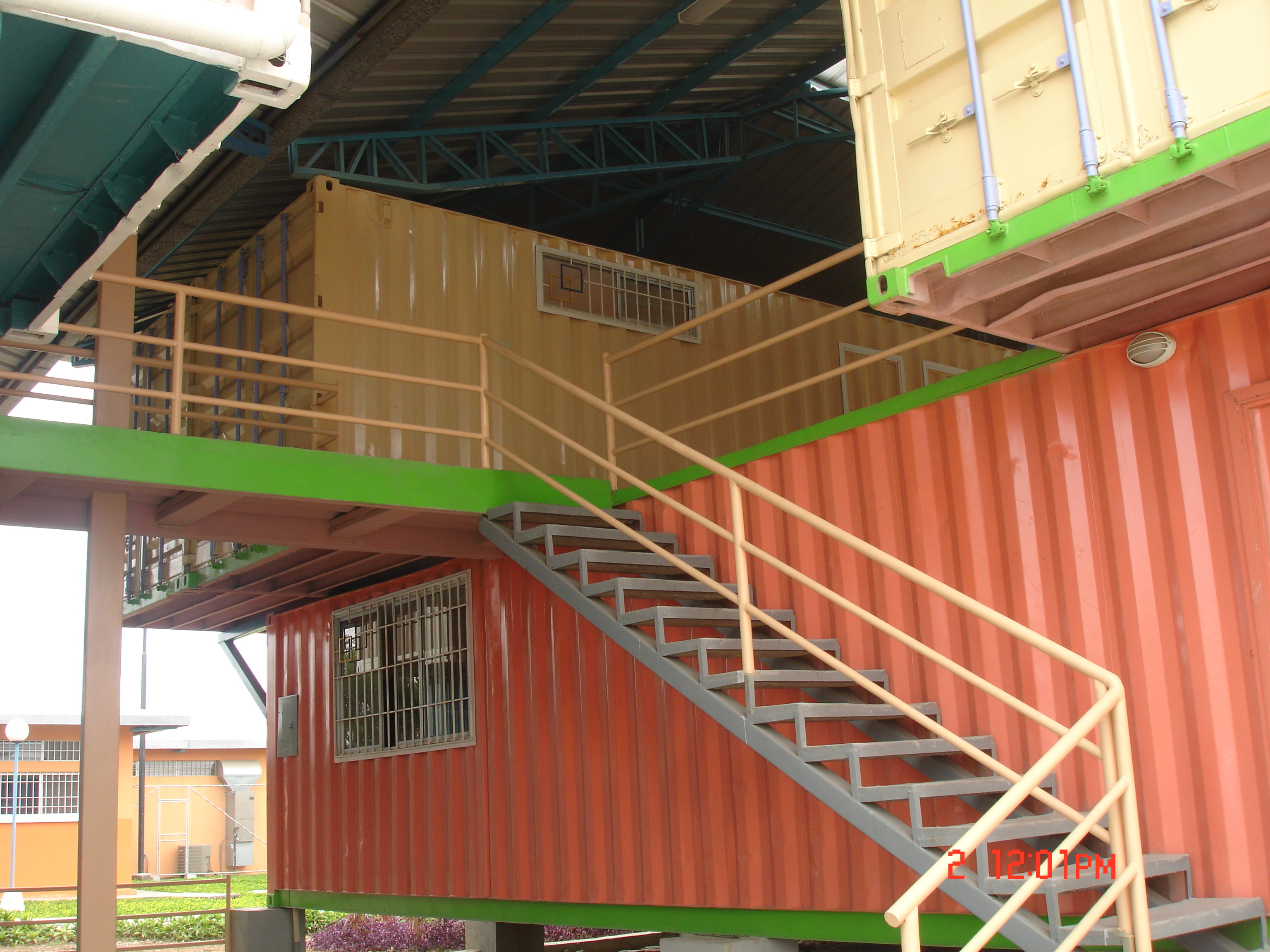
Reutilización de contenedores marítimos en un centro de capacitación. Detalle de los accesos a los diversos niveles.

Con el incremento del uso de los contenedores para el transporte marítimo y terrestre de mercaderías, se da también el fenómeno del descarte de estos contenedores una vez que han cumplido su vida útil (variable entre 7 y 14 años). Es cada vez más frecuente por lo tanto su reutilización como, por ejemplo, para la construcción de edificios para varios usos como puede ser, bodegas, oficinas temporales, para campamentos de obras en construcción en locales de difícil acceso, centros de capacitación, etc.
Recibe el nombre de cargotectura o arquitectura de contenedores la parte de la arquitectura que diseña proyectos donde se utilizan total o parcialmente contenedores de transporte marítimo. Este tipo de construcción tiene un positivo impacto ambiental, una imagen atractiva, y un coste atractivo ya que un contenedor de 25 m² de superficie útil tiene un coste nuevo de unos 2000 € y es fácil de transportar a cualquier ubicación que se desee.
Los contenedores, en los patios y en los buques pueden ser apilados, cuando están llenos, hasta cinco niveles. Las estructuras portantes de los contenedores son las 12 aristas del mismo. Esto debe tomarse en cuenta cuando se pretende utilizarlos como estructuras autoportantes.